# جون بيساني
جون بيساني (بالإنجليزية: John Pisani)‏ هو لاعب كرة قدم أمريكي في مركز الوسط، ولد في 24 ديسمبر 1947 في سانت لويس في الولايات المتحدة. لعب مع سانت لويس ستارز.